# 中華民族革命同盟
中華民族革命同盟，簡稱民族革命同盟或大同盟，中國抗日組織。1935年由李濟琛、陳銘樞、蔡廷鍇、蔣光鼐、陳友仁、徐謙等人在香港成立，至1937年解散。

## 沿革
1933年11月，李濟琛、陳銘樞、蔡廷鍇、蔣光鼐等人發動閩變，建立「中華共和國」。不久，閩變失敗。李濟琛、陳銘樞、蔡廷鍇、蔣光鼐等人先後逃到香港，並於1935年7月25日成立中華民族革命同盟，由李濟琛出任主席。同盟成员主要由原福建事变各党派人士和原十九路军中上层军官、国民党左派以及无党派人士组成，推举李济深、陈铭枢等为中央委员，李济深为主席。 宣侠父、陈希周、和梅龚彬等共产党人，分别担任了同盟的不管部长、群运部长、和宣传部长。 叶挺是同盟军事委员。同盟扩充《大众日报》作为机关报，1936年春梅龚彬、陈辛仁等在香港创办了《民族战线》作为同盟的理论刊物，还在香港成立了半岛书店，发行《在抗战旗帜之下》《大众动向》等刊物。国民党政府施加压力，香港当局查禁了《民族战线》，封闭了半岛书店。
1937年七七盧溝橋事變後，蔣介石宣布全面抗戰。李濟琛擁護政府抗戰，離港到南京任職。同年10月25日，中華民族革命同盟舉行最高會議，決定正式解散。